# Zengíovci
Zengíovci (arabsky زنكيون) byla muslimská sunnitská dynastie turkického původu, která vládla velké části Blízkého východu jako vazalové Seldžucké říše. Zengíovští emíři a atabegové (správci provincie Seldžucké říše) vládnoucí v Aleppu, Mosulu, Damašku, Sindžáru aj. ovládali velkou část Levanty a Horní Mezopotámie. 

## Historie

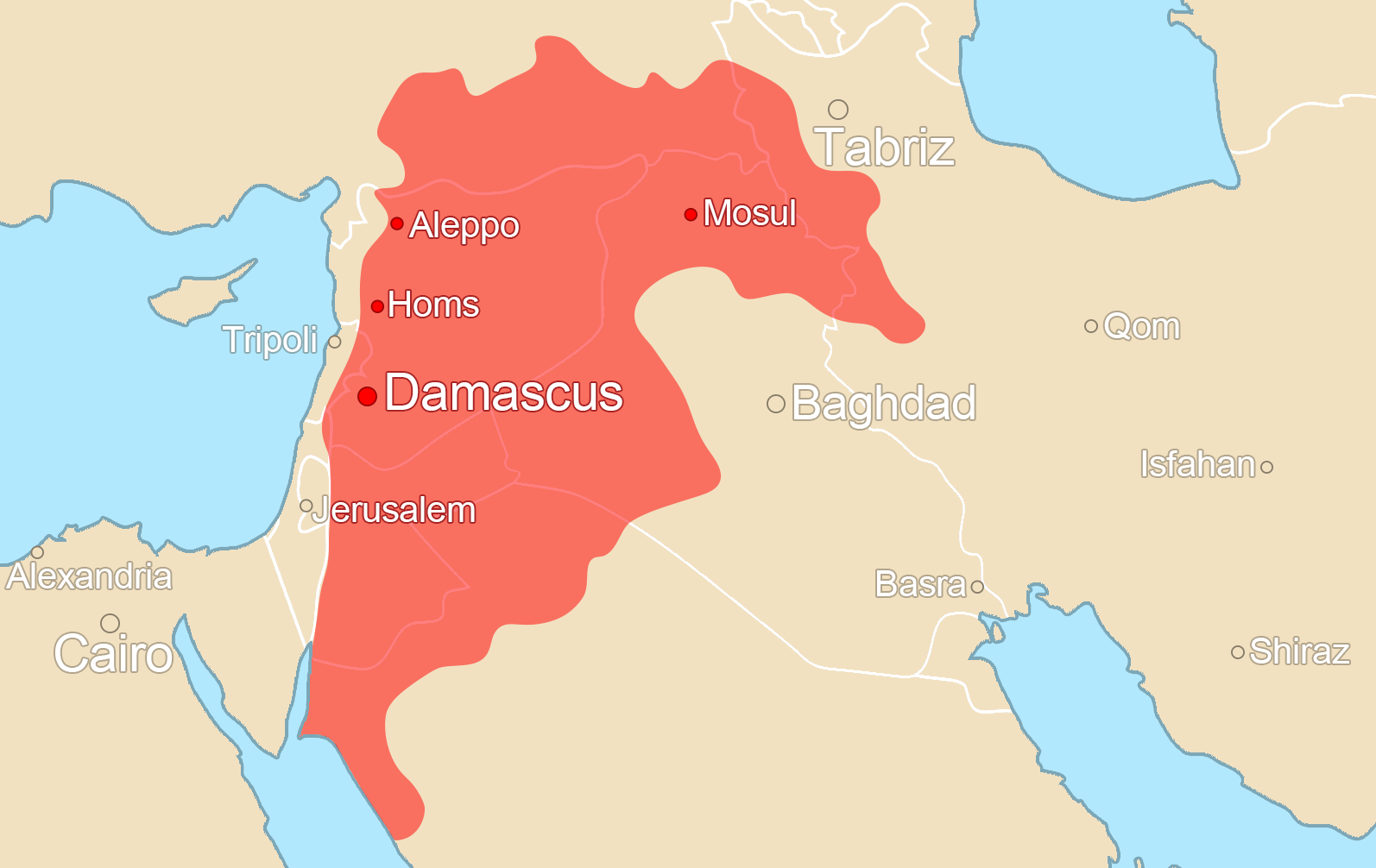
Území ovládané dynastií potomků Zengího v první pol. 12. století

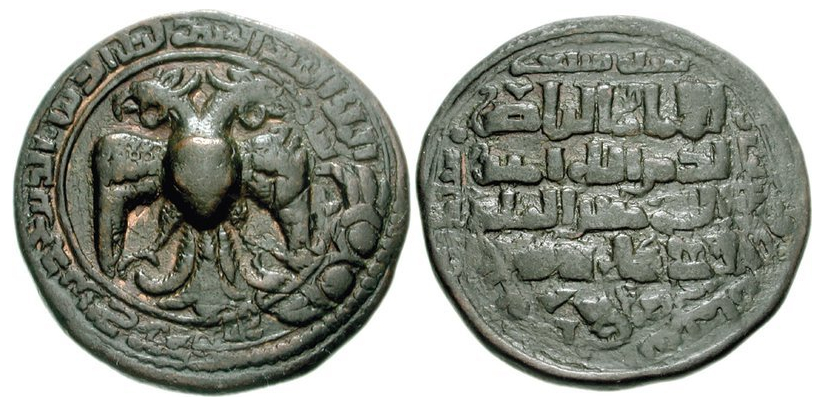
Zengíovská mince z let 1197–1219

Dynastie byla založena Imádem ad-Dínem Zengím, který se roku 1127 stal atabegem v Mosulu a o rok později v Aleppu. Zengí usiloval dvakrát o dobytí Damašku Búríjovců, avšak neúspěšně, když byl nucen současně čelit vojskům Byzance a jeruzalémských, edesských a antiochijských křižáků, kteří se proti němu spojili s Damaškem. Bojoval také s Armény a porazil Edesské hrabství, když roku 1144 dobyl hlavní město Edessu. Roku 1145 byl Zengí zavražděn eunuchem franckého původu a jeho říši si rozdělili synové, nejstarší Saíf ad-Dín Ghází I. získal Mosul a mladší Núr ad-Dín Aleppo. 

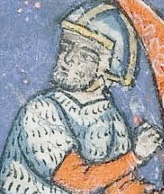
Núr ad-Dín

Núr ad-Díově vojevůdci Šírkúhovi se roku 1169 podařilo dobýt Fátimovský Egypt, ale nově zvolený místodržitel Saláh ad-Dín odmítl Núr ad-Díovu svrchovanost, místo toho se jako projevil jako schopný vojevůdce a panovník, když v Egyptě založil vlastní dynastii Ajjúbovců nezávislou na Zengíovcích a Seldžucké říši. Saladin ovládl velkou část dřívějšího jak fátimovského tak zengíovského území a sjednotit tak velkou část muslimů proti křižákům v Levantě. Zengíovci byli téměř vytlačeni, ale část z nich přetrvala v oblasti severního Iráku až do 13. století, v Mosulu až do roku 1234.